# Laupersdorf
Laupersdorf (toponimo tedesco) è un comune svizzero di 1 734 abitanti del Canton Soletta, nel distretto di Thal.